# Mistrzostwa świata do lat 18 w hokeju na lodzie mężczyzn 2011
13. Mistrzostwa świata do lat 18 w hokeju na lodzie mężczyzn 2011 rozegrane zostały w dniach 14–24 kwietnia 2011 w niemieckich miastach: Crimmitschau oraz Drezno. Mecze rozgrywane były w dwóch halach: Kunsteisstadion im Sahnpark oraz EnergieVerbund Arena. Były to drugie w historii mistrzostwa w Niemczech. Poprzednio Niemcy były organizatorem mistrzostw w 1999 roku.
Obrońcą tytułu mistrzowskiego była reprezentacja Stanów Zjednoczonych, która w 2010 roku w Mińsku pokonała reprezentację Szwecji 3:1.

## Elita
| Lp. | Drużyna           |
| --- | ----------------- |
|     | Stany Zjednoczone |
|     | Szwecja           |
|     | Rosja             |
| 4   | Kanada            |
| 5   | Finlandia         |
| 6   | Niemcy            |
| 7   | Szwajcaria        |
| 8   | Czechy            |
| 9   | Norwegia          |
| 10  | Słowacja          |

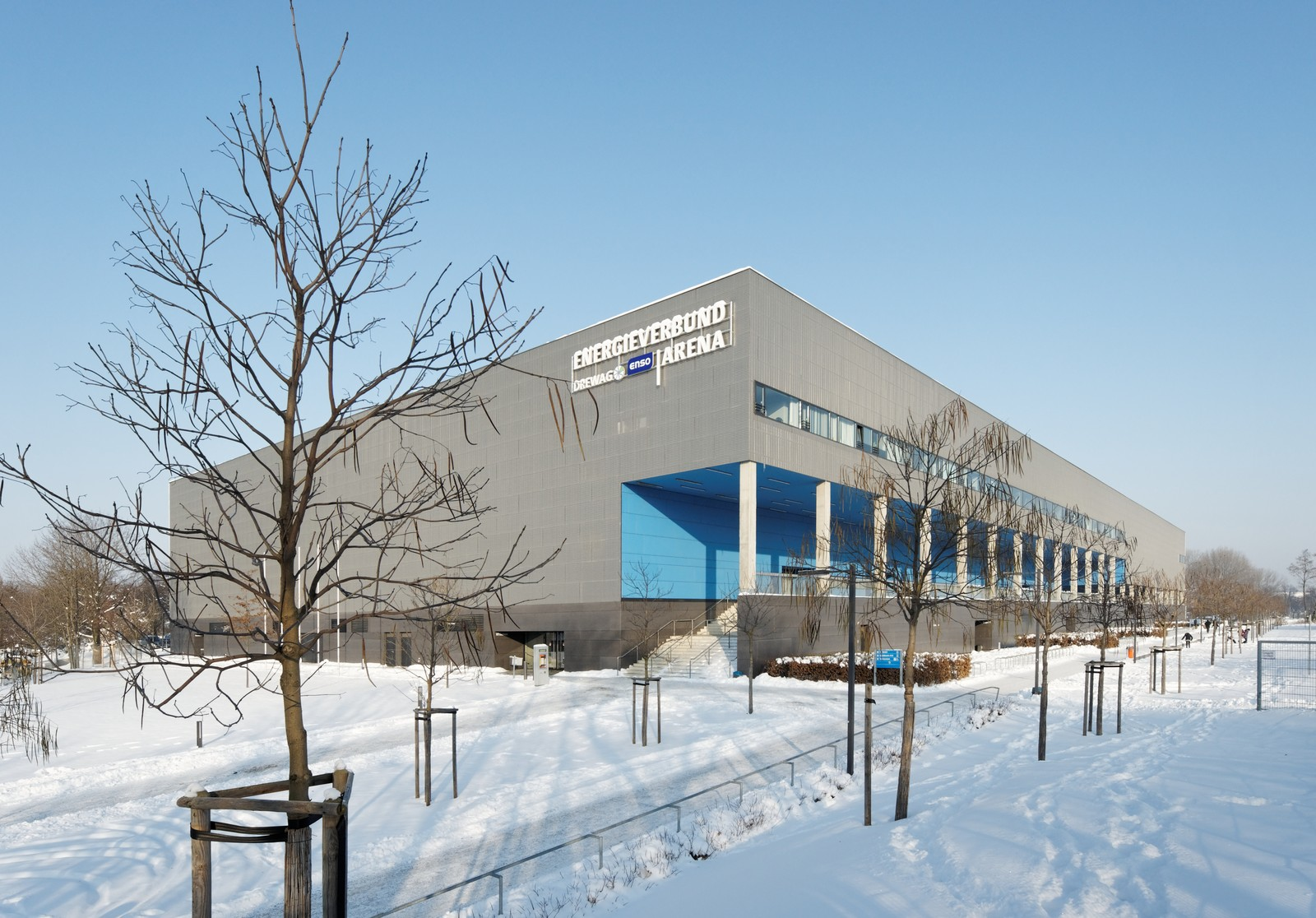
EnergieVerbund Arena

W tej części mistrzostw uczestniczyło 10 najlepszych drużyn na świecie. System rozgrywania meczów był inny niż w niższych dywizjach. Najpierw drużyny grały w dwóch grupach, każda po 5 drużyn. Z niej najlepsza bezpośrednio awansowała do półfinałów, a z miejsc drugich i trzecich, walczyły na krzyż między sobą o awans do finałowej czwórki. Najgorsze dwie drużyny każdej z grup walczyły w meczach między sobą o utrzymanie w elicie. Dwie najgorsze drużyny spadły do I dywizji.
Mistrzostwa odbyły się w dwóch miastach: Crimmitschau na hali mogącej pomieścić 6 722 osób, odbyło się na niej spotkanie finałowe oraz w Dreźnie mogącym pomieścić 4 127 widzów.

## Pierwsza dywizja
Grupa A
| Lp. | Drużyna         |
| --- | --------------- |
| 1   | Łotwa           |
| 2   | Włochy          |
| 3   | Kazachstan      |
| 4   | Węgry           |
| 5   | Wielka Brytania |
| -   | Japonia         |

Grupa B
| Lp. | Drużyna          |
| --- | ---------------- |
| 1   | Dania            |
| 2   | Słowenia         |
| 3   | Francja          |
| 4   | Białoruś         |
| 5   | Polska           |
| 6   | Korea Południowa |

W mistrzostwach pierwszej dywizji uczestniczyło 12 zespołów, które zostały podzielone na dwie grupy po 6 zespołów. Rozegrały one mecze systemem każdy z każdym. Zwycięzcy turniejów awansowały do mistrzostw świata elity w 2012 roku, zaś najsłabsze drużyny spadły do drugiej dywizji.
Grupa A rozgrywała swoje mecze w łotewskiej stolicy Rydze. Turniej odbył się w dniach 11 - 17 kwietnia 2011 roku.
W tym turnieju miała uczestniczyć reprezentacja Japonii, jednak Japońska Federacja hokeja na lodzie wycofała się z mistrzostw w związku z katastrofalnym w skutkach tsunami, mające miejsce po trzęsieniu ziemi.
Grupa B rozgrywała swoje mecze w słoweńskim Mariborze. Turniej odbył się w dniach 10 - 16 kwietnia 2011 roku.

Mecze Polaków:
| 10 kwietnia 2011 | Korea Południowa | 3:7 | Polska | Dvorana Tabor Ledna Arena |

| Szczegóły      | Szczegóły                                                      | Szczegóły       | Szczegóły | Szczegóły                                         |
| -------------- | -------------------------------------------------------------- | --------------- | --- | ------------------------------------------------- |
| Godzina: 13:00 | S. C. Yu 11:51 (PP) S. W. Yoon 17:41 (SH) H. S. Lee 35:28 (EQ) | (2:2, 1:4, 0:1) | 01:52 (EQ) D. Zarotyński 13:18 (PP) D. Kapica 28:22 (EQ) F. Pesta 30:33 (EQ) Ł. Nalewajka 33:04 (EQ) Ł. Bułanowski 37:13 (PP) Ł. Bułanowski 50:36 (EQ) Ł. Bułanowski | Widzów: 334 Sędzia główny: Jean Paul de Brabander |

| 12 kwietnia 2010 | Polska | 0:2 | Słowenia | Dvorana Tabor Ledna Arena |

| Szczegóły      | Szczegóły | Szczegóły       | Szczegóły                                | Szczegóły                               |
| -------------- | --------- | --------------- | ---------------------------------------- | --------------------------------------- |
| Godzina: 18:30 |           | (0:1, 0:0, 0:1) | 16:47 (PP) M.Pesjak 54:15 (PP) P. Bizalj | Widzów: 570 Sędzia główny: Travis Smith |

| 13 kwietnia 2010 | Dania | 6:2 | Polska | Dvorana Tabor Ledna Arena |

| Szczegóły      | Szczegóły | Szczegóły       | Szczegóły                                     | Szczegóły                                  |
| -------------- | --- | --------------- | --------------------------------------------- | ------------------------------------------ |
| Godzina: 16:30 | P. Russell 00:29 (EQ) N. Jepsen 01:06 (EQ) N. Kisum 25:12 (EQ) J. Sass 32:32 (PP) K. Lauridsen 43:09 (EQ) S.Ehlers 57:32 (EQ) | (2:0, 2:1, 2:1) | 37:11 (PP) J. Gimiński 49:09 (PP) J. Gimiński | Widzów: 337 Sędzia główny: Igor Czernoszow |

| 15 kwietnia 2010 | Polska | 1:8 | Białoruś | Dvorana Tabor Ledna Arena |

| Szczegóły      | Szczegóły                | Szczegóły       | Szczegóły | Szczegóły                                 |
| -------------- | ------------------------ | --------------- | --- | ----------------------------------------- |
| Godzina: 15:00 | F. Starzyński 28:54 (PP) | (0:4, 1:1, 0:3) | 05:28 (EQ) I. Dunajew 09:46 (EQ) J. Lisawiec 19:13 (EQ) J. Samochin 19:23 (EQ) A. Haurus 34:15 (EQ) W. Żurawljow 43:33 (PP) A. Haurus 54:27 (PP) D. Znacharenko 55:27 (EQ) A. Drindrożnik | Widzów: 327 Sędzia główny: Raimonds Garda |

| 16 kwietnia 2010 | Polska | 2:1 | Francja | Dvorana Tabor Ledna Arena |

| Szczegóły      | Szczegóły                                  | Szczegóły       | Szczegóły            | Szczegóły                                 |
| -------------- | ------------------------------------------ | --------------- | -------------------- | ----------------------------------------- |
| Godzina: 12:00 | A. Domagała 20:59 (PP) F. Pesta 48:56 (SH) | (0:1, 1:0, 1:0) | 03:50 (PP) M. Bouvet | Widzów: 318 Sędzia główny: Raimonds Garda |

## Druga dywizja
Grupa A
| Lp. | Drużyna       |
| --- | ------------- |
| 1   | Austria       |
| 2   | Rumunia       |
| 3   | Chorwacja     |
| 4   | Estonia       |
| 5   | Serbia        |
| 6   | Nowa Zelandia |

Grupa B
| Lp. | Drużyna   |
| --- | --------- |
| 1   | Ukraina   |
| 2   | Holandia  |
| 3   | Litwa     |
| 4   | Hiszpania |
| 5   | Chiny     |
| 6   | Belgia    |

W mistrzostwach drugiej dywizji uczestniczyło 12 zespołów, które zostały podzielone na dwie grupy po 6 zespołów. Rozegrały one mecze systemem każdy z każdym. Zwycięzcy turniejów awansowali do mistrzostw świata pierwszej dywizji w 2012 roku, zaś najsłabsze drużyny spadły do trzeciej dywizji.
Grupa A rozgrywała swoje mecze w rumuńskim Braszowie. Turniej odbył się w dniach 19 - 25 marca 2011 roku.
Grupa B rozgrywała swoje mecze w ukraińskim Doniecku. Turniej odbył się w dniach 27 marca - 2 kwietnia 2011 roku.

## Trzecia dywizja
Grupa A
| Lp. | Drużyna         |
| --- | --------------- |
| 1   | Australia       |
| 2   | Chińskie Tajpej |
| 3   | Bułgaria        |
| 4   | Turcja          |
| 5   | Mongolia        |

Grupa B
| Lp. | Drużyna  |
| --- | -------- |
| 1   | Islandia |
| 2   | Meksyk   |
| 3   | RPA      |
| 4   | Izrael   |
| 5   | Irlandia |

W mistrzostwach drugiej dywizji uczestniczyło 9 zespołów, które zostały podzielone na dwie grupy. Rozegrały one mecze systemem każdy z każdym. Zwycięzcy turniejów awansowali do mistrzostw świata drugiej dywizji w 2012 roku.
Grupa A rozgrywała swoje mecze w tajwańskim mieście Tajpej. Turniej odbył się w dniach 11 - 17 kwietnia 2011 roku.
W tym turnieju miała uczestniczyć reprezentacja Mongolii, jednakże została wycofana przez Mongolski związek Hokeja na Lodzie z powodów finansowych.
Grupa B rozgrywała swoje mecze w stolicy Meksyku - Meksyku. Turniej odbył się w dniach 13 - 19 marca 2011 roku.